# 通化镇 (庄浪县)
通化镇，是中华人民共和国甘肃省平凉市庄浪县下辖的一个乡镇级行政单位。
2016年，甘肃省民政厅批复同意撤销通化乡，设立通化镇。

## 行政区划
通化镇下辖以下地区：
韩席村、陈堡村、梅堡村、石岔村、新庄村、新集村、韩湾村、阳坡何村、高崖韩村、中庄村、通边村、薛沟村、野赵村、刘善村、梁河村和新后庄村。